# Дніпровський проїзд
Дніпро́вський проїзд — зникла вулиця, що існувала в Печерському районі міста Києва, місцевість Дніпрові схили. Пролягала від Дніпровського узвозу до Набережного шосе.

## Історія
Вулиця виникла, ймовірно, у середині 60-х років ХХ століття як відгалуження від Дніпровського узвозу в бік новоспорудженого мосту Метро. З 1980-х років утратив назву, існує у вигляді одного з двох відгалужень Дніпровського узвозу в його кінцевій частині.